# امنیت سامانه جهانی مخابرات سیار
امنیت سامانه جهانی مخابرات سیار یکی از تازه‌ترین سامانه‌های ارتباطی سلولی سیار (نسل سوم شبکه تلفن همراه) است. سامانه جهانی مخابرات سیار (UTMS) در زمان موفقیت سامانهٔ جهانی ارتباطات سیار (جی‌اس‌ام - GSM) نسل دوم شبکه تلفن همراه ساخته شد. یکی از عوامل موفقیت GSM ویژگی‌های امنیتی آن بوده‌است. خدمات تازه معرفی شده در UMTS نیاز به ویژگی‌های امنیتی ویژه و تازه‌ای برای حفاظت دارند. علاوه این، برخی از کاستی‌های واقعی و مشخص شده در امنیت GSM موجب نیاز به روی آوردن به UMTS می‌شود.

## اصالت‌سنجی نهاد
UMTS اصالت‌سنجی متقابل بین مشترک UMTS را فراهم می‌کند که توسط یک برنامه کارت هوشمند که به عنوان USIM ( واحد جهانی شناسایی مشترک ) شناخته می‌شود ارائه می‌شود. فرایند شبکه در ارائه مفهوم "اصالت‌سنجی مشترک" به این صورت است: 'شبکه ارائه‌دهنده خدمات'، هویت مشترک را احراز می‌کند و در 'شبکه اصالت‌سنجی' مشترک تایید می‌کند که از طریق شبکه خانگی برای دریافت خدمات، به یک شبکه تایید شده، وصل شده است تا ؟؟؟؟

## سیگنالینگ یکپارچگی داده‌ها و اصالت‌سنجی از مبدأ
- توافق الگوریتم یکپارچگی: ایستگاه سیار و شبکه ارائه‌دهنده خدمات می‌توانند به شکل امن، درمورد الگوریتمی که استفاده می‌کنند، توافق کنند.
- توافق کلیدی یکپارچگی: ایستگاه سیار و شبکه ارائه‌دهنده خدمات بر روی یک کلید یکپارچه که بتوانند متعاقباً از آن استفاده کنند توافق می‌کنند. این، اصالت‌سنجی موجودیت را فراهم می‌کند.

## محرمانگی ترافیک کاربر
- توافق الگوریتم رمزنگاری: ایستگاه سیار و شبکه ارائه‌دهنده خدمات می‌توانند به صورت ایمن درباره الگوریتم رمزنگاری که از آن استفاده می‌کنند با هم توافق کنند.
- توافق کلید رمزنگاری: ایستگاه سیار و شبکه ارائه‌دهنده خدمات، درباره کلید رمزنگاری که ممکن است استفاده کنند توافق می‌کنند.
- محرمانگی سیگنالینگ داده‌ها: هیچ‌یک از داده‌های کاربر یا سیگنال‌های حساس را نمی‌توان با رابط دسترسی بی‌سیم، شنود کرد.

## امنیت دامنه شبکه
اصطلاح امنیت دامنه شبکه در نسل سوم شبکه تلفن همراه، امنیت ارتباط بین عناصر شبکه را پوشش می‌دهد. به‌طور خاص، ایستگاه سیار، تحت تاثیر امنیت دامنه شبکه قرار نمی‌گیرد. ممکن است عناصر دو شبکه مرتبط در یک شبکه که توسط اپراتور شبکه سیار اجرا می‌شود مانند هم باشند یا متعلق به دو شبکه مختلف باشند.

### MAPSEC
ایده اصلی MAPSEC را می‌توان اینگونه توصیف کرد: پیام نوشتاری MAP رمزنگاری شده و در نتیجه در یک پیام MAP دیگر که به عنوان "حامل" عمل می‌کند قرار داده می‌شود. همزمان، یک سرجمع رمزنگاری، مانند کد اصالت‌سنجی پیام که کد اصلی را پوشش می‌دهد، در MAP پیام تازه گنجانده می‌شود. برای استفاده از رمزگذاری و دستیابی به کدهای اصالت‌سنجی پیام، به کلید، نیاز است. MAPSEC مفهوم را از یک انجمن امنیتی از آی‌پی‌سک وام گرفته است.

## امنیت سامانه چند رسانه‌ای امنیتی IP
زیرسامانه چند رسانه‌ای نشانی آی‌پی هسته زیر سامانه شبکه UTMS است. این زیرسامانه بر پایه استفاده از پروتکل سیپ برای آغازکردن، پایان دادن، و تغییر در نشست‌های چندرسانه‌ای مانند ویدئو کنفرانس، جریان پخش زنده، چت (گفت‌وگوی اینترنتی)، و تماس‌های تصویری استفاده می‌شود. پروتکل سیپ را کارگروه مهندسی اینترنت مشخص می‌کند. همچنین زیرسامانه چند رسانه‌ای نشانی آی‌پی از پروتکل شرح نشست کارگروه مهندسی اینترنت برای تعیین پارامترهای نشست و توافق درباره کدک‌های مورد استفاده، استفاده می‌کند. پروتکل سیپ در راس پروتکل‌های جابجا کننده مختلف، مانند قرارداد داده‌نگار کاربر و قرارداد هدایت انتقال اجرا می‌شود.
یک مشترک زیرسامانه چند رسانه‌ای نشانی آی‌پی نسل سوم شبکه تلفن همراه، یک شناسه شخصی چندرسانه‌ای آی‌پی و دستکم یک شناسه عمومی چندرسانه‌ای آی‌پی دارد. برای شرکت در نشست‌های چندرسانه‌ای، یک مشترک زیرسامانه چند رسانه‌ای نشانی آی‌پی باید دستکم یک شناسه عمومی چندرسانه‌ای آی‌پی را در زیرسامانه چند رسانه‌ای نشانی آی‌پی ثبت کرده باشد. هویت شخصی، تنها برای اصالت‌سنجی استفاده می‌شود.